# Rock al Parque

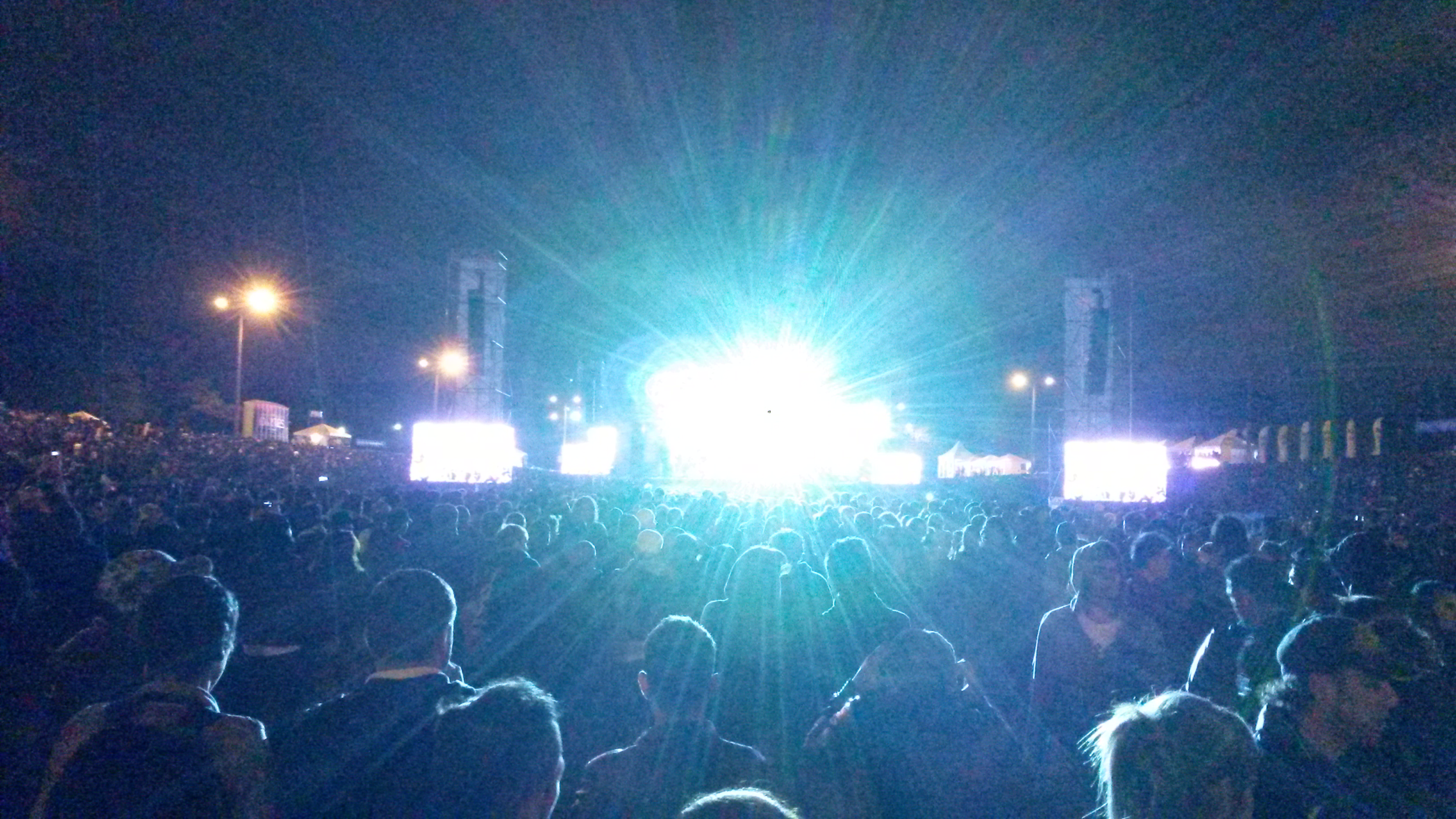
Impressionen vom Rock al Parque, 2015

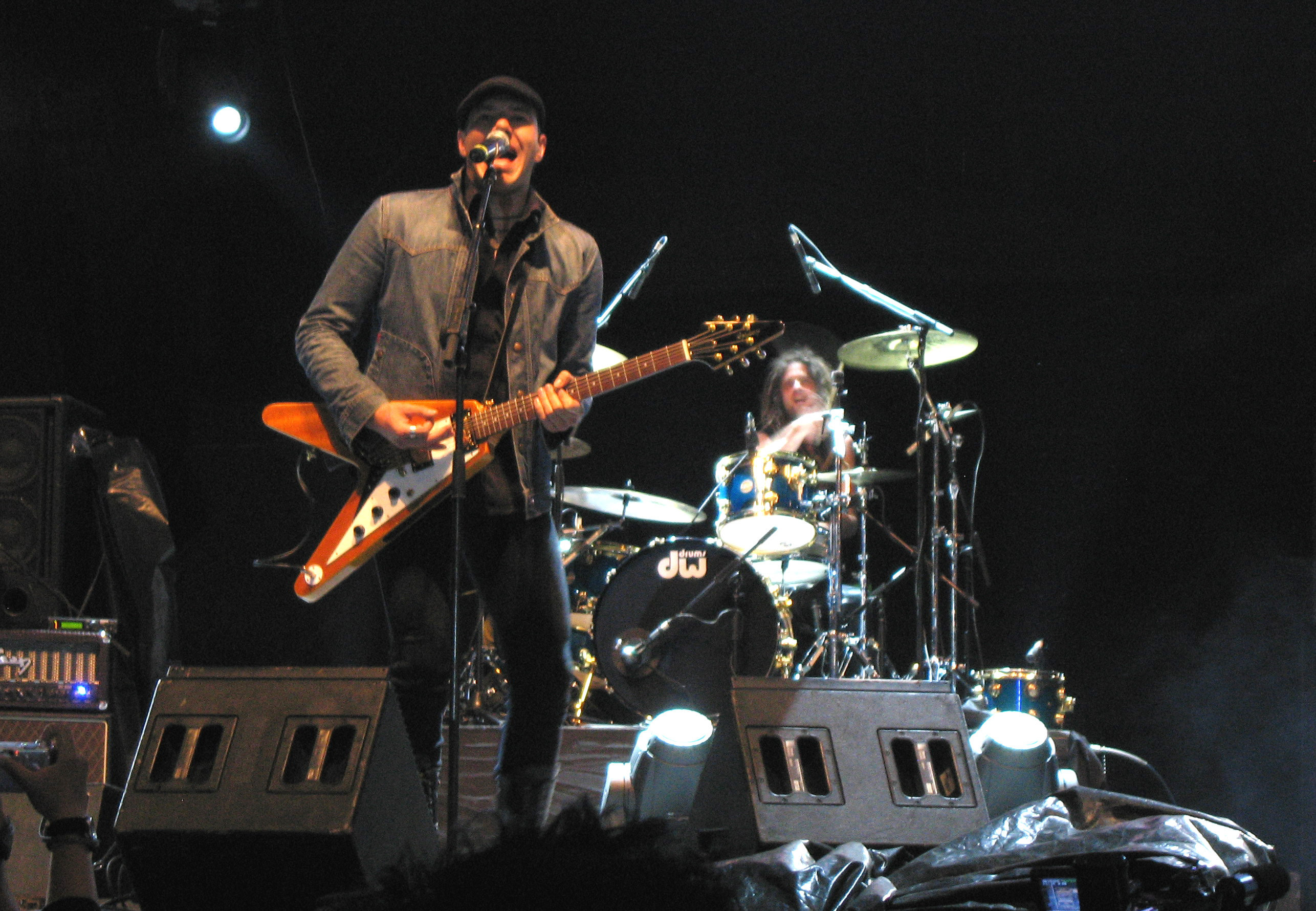
Auftritt der argentinischen Band Catupecu Machu, 2015

Das Festival Rock al Parque ist ein jährlich stattfindendes Musikfestival in Bogotá, Kolumbien, das an drei Tagen in der Mitte des Jahres veranstaltet wird. Bei diesem 1994 gegründeten Musik-Event kommen täglich an die 85.000 Personen in den Parque Metropolitano Simón Bolívar. 2018 fand es ab dem 18. August statt.
Eine Gruppe Musiker gründete Rock al Parque 1994, um Toleranz und Inklusion durch Musik zu fördern. Seit seinem zweiten Jahr ist es kostenlos. Das Konzept ist nun Teil des kulturellen Erbes Kolumbiens. Es wird unter der Schirmherrschaft des Instituto Distrital de las Artes (IDARTES) koordiniert, einer kommunalen Behörde von Bogotá, die dem Bezirkssekretariat für Kultur, Erholung und Sport der Hauptstadt untersteht.
Es gilt als das größte Rockfestival in Kolumbien und eines der wichtigsten in Lateinamerika, wohl das größte Freie Rock Festival des Kontinents. Ska, Punk, Hardcore, Metal und andere Genres sind in seinem Programm enthalten. Zwei kolumbianische Radiosender, Canal Capital und Radiónica, streamen das Konzert und die Organisatoren fördern das Festival weiter durch Live-Web-Übertragungen und soziale Medien.
Viele internationale Gruppen werden regelmäßig eingeladen; dazu kommen kolumbianische Bands und lokale Künstler aus Bogotá. Die lokalen Musiker spielen entweder live oder tragen zur Diskographie des Festivals bei. Weniger etablierte Gruppen haben auch die Chance, an den Rock-Events teilzunehmen. Ein Organisationskomitee sponsert jedes Jahr einen Bandwettbewerb und wählt 30 Gewinner aus einem Feld von Hunderten von Kandidaten aus.

## Nachweise
1. ↑  Sobre la Invitación Pública Festivales al Parque idartes.gov.co, abgerufen am 1. März 2018 (spanisch).
2. ↑  Invitación Pública - Festivales Al Parque idartes.gov.co, abgerufen am 1. März 2018 (spanisch).

Koordinaten: 4° 39′ 17,13″ N, 74° 4′ 52,39″ W